# جوقین (ایجرود)
جوقین، روستایی از توابع بخش مرکزی شهرستان ایجرود در استان زنجان ایران است.

## جمعیت
این روستا در مسیر سد بزرگ گلابر قرار دارد و براساس سرشماری مرکز آمار ایران در سال ۱۳۸۵، جمعیت آن ۲٬۵۵۷ نفر (۵۶۸خانوار) بوده‌است.